# Солениковы
Солениковы — дворянский род.
По чину коллежского асессора, полученного Николаем Васильевичем Солениковым (ум. 24.06.1808) — отцу «надворного советника Евграфа, титулярного советника Василия и поручика Сергея» — 20 ноября 1836 года Солениковым был пожалован диплом на потомственное дворянское достоинство. Василий Николаевич Солеников (17.05.1779—22.09.1847) с женой Натальей Николаевной (10.08.1789—12.11.1848) имели сына Дмитрия (11.11.1814—28.01.1875), который выслужил чин действительного статского советника. Родовое захоронение Солениковых находилось в селе Зиновьево Александровского уезда Владимирской губернии.

## Описание герба
Щит полурассечён-пересечён. В первой, золотой части, чёрное орлиное крыло. Во второй, серебряной части, чёрная пчела. В третьей, червлёной части, три на крест положенные с золотыми рукоятями серебряные меча.
Щит увенчан дворянскими шлемом и короною. Нашлемник: три серебряных страусовых пера. Намёт: справа — чёрный, с золотом, слева — чёрный, с серебром. Герб Соленикова внесён в Часть 11 Общего гербовника дворянских родов Всероссийской империи. — С. 102.